# Койниха
Ко́йниха — река в Искитимском и Черепановском районах и городском округе Искитим Новосибирской области России, правый приток Берди.

## Этимология
Гидроним происходит от фамилии Койнов или от топонима села Койново. Село входит в число населённых пунктов, давших начало Искитиму. Ранее оно находилось на реке, в 1719 году в нём числилось двое оброчных крестьян с данной фамилией. Крестьяне с такой фамилией считаются основавшими поселение.

## Общее описание и гидрология
Длина реки составляет 86 км, площадь водосборного бассейна — 728 км². Есть несколько водоохранных зон шириной от 50 до 200 м и прибрежных защитных полос (от 35 до 100). Питание водного объекта — смешанное, в основном снеговое.
В среднем температура воздуха у реки за годы наблюдений составляет +1,7 °C. Водный режим реки западносибирского типа. Половодье низкое и растянутое. Для Койнихи обычны высокий летний сток и низкая межень зимой. В конце апреля — начале мая разрушается ледяной покров, это происходит после первого перемещения льда и прихода воды из верховья. Уровень воды колеблется, климат суров, холоден, не отличается стабильностью.

## Течение
Койниха начинается в северо-западной части Черепановского района на расстоянии 500 м к юго-востоку от села Украинка на высоте 240 м над уровнем моря. У села Дорогина Заимка принимает в себя первый от истока приток — реку Бесштанку, также неподалёку впадает водоток Крутой. Дальше течёт на северо-восток мимо железной дороги, посёлков Линёво (городского типа) и Керамкомбинат, южнее станции Евсино несколько раз меняет направление. Параллельно с этим принимает в себя ряд притоков. Близ населённых пунктов Шибково и Таскаево по другой берег находится лесной массив. Дальше в целом сохраняет первоначальное направление течения, пересекает автодорогу (Чуйский тракт), заходит на территорию города Искитима и впадает в Бердь в 53 км от устья последней, по левому берегу в южной части города на его окраине. В основном протекает по лесостепи. Берега реки в верхнем и среднем течениях отличаются заболоченностью.

## Хозяйственное использование
От истока к устью на реке расположены деревня Украинка, село Дорогина Заимка, деревни Евсино, Шибково и Таскаево, одноимённый посёлок. На реке устроено несколько прудов, в Искитимском районе в 1980-х годах в целях разведения рыбы и орошения было построено несколько гидротехнических сооружений, ныне используемых в рекреационных целях. Гидротехнические сооружения на реке есть также в Черепановском районе. Койниха является источником водоснабжения (в технических нуждах) для рабочего посёлка Дорогино.
На реке расположены следующие водные объекты:
- Пруд — на расстоянии 3 км от Дорогиной Заимки[18].
- Бесхозный пруд — в 2 км от деревни Евсино[19].
- Пруд около рабочего посёлка Линёво, создан в 1980 году как запасной источник воды для НовЭЗ.
- Пруд[16] или водохранилище[20] — деревня Шибково[20].

Река находится под сильным антропогенным влиянием, в особенности в населённых пунктах.

## Данные водного реестра
По данным Государственного водного реестра России, относится к Верхнеобскому бассейновому округу. Речной бассейн — (Верхняя) Обь до впадения Иртыша, речной подбассейн — бассейны притоков (Верхней) Оби до впадения Томи, водохозяйственный участок — Обь от города Барнаула до Новосибирского гидроузла, без реки Чумыш.

## Притоки
У реки небольшое количество притоков, все они маловодны и нередко пересыхают в верховьях.
(указано расстояние от устья)
- 21 км: Таганиха
- 24 км: Голая
- 25 км: Каменка
- Крутой[11]
- 69 км: Бесштанка